# Tulkas
 (décembre 2023).
Si vous disposez d'ouvrages ou d'articles de référence ou si vous connaissez des sites web de qualité traitant du thème abordé ici, merci de compléter l'article en donnant les références utiles à sa vérifiabilité et en les liant à la section « Notes et références ».
Tulkas est un personnage du légendaire de l'écrivain britannique J. R. R. Tolkien.

## Histoire
Tulkas le Fort est le dernier Vala à être descendu sur Arda. Il est plus fort et résistant que n'importe quel autre être vivant sur Terre. C'est un grand guerrier, il raffole des batailles et sa particularité est de rire au combat. Il a pris Nessa pour épouse.
Il arriva alors que les autres Valar se battaient contre Melkor et que leur situation devenait critique : entendant le vacarme qui avait lieu sur Terre, il rit à gorge déployée et se jeta à corps perdu dans la bataille. Il affronta Melkor et le jeta face contre terre, puis l'enchaîna avec l'aide d'Oromë et l'emmena prisonnier à Valinor pour être jugé par le Conseil des Valar.
Plus tard, c'est lui qui, furieux, partira avec son ami Oromë pour intercepter Melkor et Ungoliant après la destruction
des Arbres de Valinor. Ils furent déroutés par l'obscurité qui s'était installée sur le monde. Melkor put s'enfuir à l'insu de tous et se réfugier dans sa forteresse d'Angband.
Par la suite, Tulkas continue de vivre à Valinor et ranime l'espoir de tous contre la mainmise de Melkor sur le monde.
Il est également le Vala que Melkor craint le plus.